# Sankt Stefans (parochie)
Sankt Stefans is een parochie van de Deense Volkskerk in de Deense gemeente Kopenhagen. De parochie maakt deel uit van het bisdom Kopenhagen en telt 6991 kerkleden op een bevolking van 11563 (2004). De parochie werd tot 1970 gerekend onder Sokkelund Herred.
Sankt Stefans werd als parochie gesticht in 1874 als afsplitsing van de parochie Sanks Johannes. Twee jaar later werd de parochie nog uitgebreid met een deel van Brønshøj. De parochiekerk kwam gered in 1874.